# Sericolea werneri
Sericolea werneri är en tvåhjärtbladig växtart som först beskrevs av Carl Karl Adolf Georg Lauterbach, och fick sitt nu gällande namn av Schlechter. Sericolea werneri ingår i släktet Sericolea och familjen Elaeocarpaceae. Inga underarter finns listade i Catalogue of Life.